# Альтенмюллер, Эккарт
Эккарт Альтенмюллер (нем. Eckart Altenmüller; род. 19 декабря 1955, Ротвайль) — немецкий врач и музыкант, один из ведущих исследователей в области нейрофизиологии и нейропсихологии музыкантов.

## Биография
Изучал медицину в 1974—1981 в Тюбингенском университете и в Отель-Дьё де Пари, а также музыку (по классу флейты) в 1979—1985 во Фрайбургской Высшей школе музыки. После получения учёной степени доктора медицины во Фрайбургском университете продолжил специализацию в области неврологии.
С 1994 профессор в Ганноверской Высшей школе музыки и театра и директор «Института физиологии и медицины музыкантов» (Institut für Musikphysiologie und Musikermedizin).
В 2013 был удостоен Научной премии Нижней Саксонии.
В 2015 вступил в должность вице-президента (первого проректора) Ганноверской Высшей школы музыки и театра.
Вице-президент Немецкого общества музыкальной физиологии и медицины музыкантов.
Член Гёттингенской академии наук.
Опубликовал более 120 «peer reviewed» работ и получил 18 грантов Немецкого исследовательского общества (Deutsche Forschungsgemeinschaft, имеет представительство в Российской Федерации, см. DFG Office Russia (англ.)).

## Сфера научных интересов
Физиология мозга в процессе освоения музыки и при развитии музыкального слуха.
Обучение во сне —- психологические основы ментального обучения.
Миофасциальный болевой синдром у музыкантов.
Двигательные расстройства у музыкантов.
Двигательное, слуховое и сенсорное обучение как музыкантов, так и немузыкантов.
Структурная и функциональная адаптация центральной нервной системы вследствие обучения музыке.
Исследования в области транскраниальной электростимуляции с целью улучшения моторных навыков у музыкантов.
Стратегии по преодолению страха перед выступлением на сцене.
Разработка практической программы «неврологической музыкальной терапии», направленной на вовлечение в активное музицирование пациентов, перенесших инсульт, с целью улучшения их контроля над собственной моторикой.

## Научные труды
- Vom Neandertal in die Philharmonie: Gehirn, Musik und Evolution. Spektrum Akademischer Verlag, ISBN 3-8274-1681-7
- Neurologische Erkrankungen bei Musikern. Verlag Steinkopff, ISBN 3-7985-1375-9
- MusikerMedizin: Diagnostik, Therapie und Prävention von musikerspezifischen Erkrankungen. Gemeinsam mit Claudia Spahn und Bernhard Richter. Schattauer, ISBN 3-7945-2634-1
- Die Kunst des Musizierens: Von den physiologischen und psychologischen Grundlagen zur Praxis (Studienbuch Musik). Gemeinsam mit Renate Klöppel. Verlag Schott, ISBN 3-7957-8706-8
- Klang, Körper und Gesundheit: Warum Musik für die Gesellschaft wichtig ist. Gemeinsam mit Stefan N. Willich. Herausgeber.